# Teófilo Córdoba
Teófilo Córdoba Bielma (Victoria, Entre Ríos, 27 de mayo de 1843 - Salto, Uruguay, 1927) fue un militar uruguayo de origen argentino. Fueron sus padres Magdalena Bielma y el Sargento Mayor Juan Córdoba, que había servido en el ejército del General Lavalle y luego encontró la muerte en la defensa de Montevideo a las órdenes del Coronel Marcelino Sosa.

## Primeros años en el Uruguay
Después de vivir varios años con su familia en Uruguay pasó a residir en Concordia, provincia de Entre Ríos, junto con su hermano David, uruguayo y simpatizante del Partido Colorado. Fue David quien lo alienta a unirse a la Cruzada Libertadora del General Venancio Flores, y pasa a integrar la Guardia Nacional que se organiza a las órdenes del Comandante Varas, radicándose en la ciudad de Salto el 19 de marzo de 1865.

## Vida Militar y Política
Luego de licenciado de la Guardia Nacional, Córdoba participa de la Guerra de la Triple Alianza prestando servicios de apoyo.
Entre otras acciones bélicas en defensa de la guarnición del Salto se destaca su activa colaboración en la defensa de la Jefatura de Policía ante el ataque llevado a cabo por los revolucionarios al mando del General Timoteo Aparicio durante la llamada Revolución de las Lanzas en 1870. Se cuenta una anécdota que varios años después, estando el General Córdoba visitando una guarnición en Montevideo, se le acerca un caballero que pide estrecharle la mano al «valiente defensor de la Jefatura de Policía del Salto» y que no era otro que Timoteo Aparicio.
El 22 de marzo de 1880 es nombrado Capitán de Infantería y por mandato del Presidente Vidal pasa a desempeñarse como Jefe Político y de Policía de Salto el 30 de marzo de 1880, función que incluía la de Jefe Comunal ya que en ese entonces no existía el cargo de Intendente.
Pese a la inestabilidad política de esos tiempos permanece en el cargo por 14 años consecutivos desde el cual desarrolla una intensa actividad y se convierte en uno de los forjadores del Salto moderno participando y propiciando importantes obras para el Departamento.
El 15 de febrero de 1894 renuncia a la Jefatura de Policía.
Ante el levantamiento de los blancos en marzo de 1897, Córdoba es llamado nuevamente a prestar servicios y asume como Comandante Militar cargo que desempeñó hasta 1904 en que cesó por desavenencias con el entonces presidente José Batlle y Ordóñez. Durante este período participó en varios episodios bélicos llegando a luchar contra las fuerzas de Aparicio Saravia en la guerra civil de principios del siglo XX.

## Obra administrativa
Durante su administración y a su impulso se desarrollaron en Salto importantes obras que aún perduran hasta nuestros días. Entre las más importantes se destacan:
Ampliación de la Iglesia de Nuestra Señora del Carmen (1882)
Presidió la Comisión que impulsó la fundación del Teatro Larrañaga (1882)
Hospital de la Caridad (1885)
Hipódromo de Salto (15/10/1889)
Edificio del Juzgado Letrado
Capilla del Cementerio
Comisarías de la primera sección de Salto, Corrales, Constitución y Belén.
El 6 de octubre de 1921 el General Córdoba se acoge a la ley de retiro militar tras más de 50 años de actividad pública ostentando el grado de General de Brigada. Su muerte se produce en Salto, el año 1927.